# للگی
لَلِگی یا لَل‍ه عنوانی شغلی در دربار دوره صفوی و امپراتوری عثمانی بوده است که به سرپرست شاهزادگان صفوی و عثمانی اطلاق می‌شده است. لَل‍ه به عبارتی وکیل و همه‌کارهٔ شاهزاده‌های نابالغ و خرد محسوب می‌شده است.
مقام للگی همیشه در اختیار قزلباش‌ها بود و آن‌ها نسبت به تصدی آن حساسیت بسیار داشتند.
لَلگی مثل مقام اتابکی بود که از دوره حکومت ترکان سلجوقی در ایران رسم شد، لل‍ه‌ها مسئول تربیت و آموزش فرزندان شاه بودند و نفوذ زیادی داشتند.

## امپراتوری صفوی
- غازی‌خان تکلو (از سران طایفه تکلو) لَل‍هٔ بهرام میرزا (از فرزندان شاه اسماعیل اول)
- دورمیش‌خان شاملو (از سران طایفه شاملو) لَل‍هٔ سام میرزا (از فرزندان شاه اسماعیل اول)
- قزاق خان، لَل‍هٔ سلطان محمدمیرزا (پسر شاه تهماسب)
- معصوم بیگ صفوی (وکیل دیوان اعلی) لَل‍هٔ ابراهیم میرزا جاهی صفوی فرزند بهرام میرزا (پسر شاه اسماعیل اول)
- اغزیوارخان شاملو (از سران طایفه شاملو) لَل‍هٔ سام میرزا
- امیرخان موصلوی ترکمان (از سران قزلباش و حاکم خراسان) لَل‍هٔ طهماسب میرزا
- خانی‌خان خانم لَل‍هٔ شاه عباس اول
- محمدخان شرف‌الدین اوغلی (از سران طایفه تکلو) لَل‍هٔ شاه محمد خدابنده
- قزاق‌خان تکلو (فرزند محمدخان شرف‌الدین اوغلی) لَلِ‍هٔ شاه محمد خدابنده
- محمدخان ترکمان لَل‍هٔ بدیع‌الزمان میرزا صفوی (حاکم سیستان و پسر بهرام میرزا، حاکم خراسان و برادر شاه طهماسب)
- تیمورخان لَل‍هٔ بدیع‌الزمان میرزا صفوی
- حسین‌بیگ یوزباشی (از سرداران بزرگ استاجلو و مشاور شاه طهماسب یکم) لَل‍هٔ سلطان مصطفی میرزای صفوی (از فرزندان شاه طهماسب یکم)
- شاه قلی سلطان یکان استاجلو (از امیران بزرگ قزلباش) لَل‍هٔ شاه محمد خدابنده، حمزه میرزا و عباس میرزا
- ولی سلطان قلخانچی اوغلی ذوالقدر لَل‍هٔ ابوالفوارس شجاع‌الدین فرزند شاه اسماعیل دوم
- خلیل‌خان افشار لَل‍هٔ پریخان خانم[۳]
- علی‌قلی‌بیگ گورکان شاملو لَل‍هٔ شاه عباس اول (پس از مرگ شاه اسماعیل دوم)
- صدرالدین‌خان صفوی لَل‍هٔ حیدر میرزا (فرزند شاه طهماسب یکم)

## امپراتوری عثمانی
- مصطفی‌پاشا لَل‍هٔ سلیم‌خان دوم (مصطفی‌پاشا از این جهت به لَلِ‍ه‌باشی هم مشهور است).

## قاجار
- امیرسلیمان خان قاجار قوانلو لَل‍ه عباس میرزا ولیعهد فتحعلی شاه
- رضاقلی‌خان هدایت لَل‍ه عباس میرزا ملک‌آرا پسر محبوب محمد شاه[۴]